# Ayşe Şahin
Ayşe Arzu Şahin () é uma matemático turco-estadunidense, que trabalha em sistemas dinâmicos. É catedrática do Departamento de Matemática e Estatística da Wright State University, coautora de dois livros sobre cálculo e sistemas dinâmicos.

## Formação e carreira
Şahin obteve a graduação no Mount Holyoke College em 1988. Obteve um Ph.D. em 1994 na Universidade de Maryland, com a tese Tiling Representations of {\displaystyle \mathbb {R} ^{2}} Actions and {\displaystyle \alpha }-Equivalence in Two Dimensions, orientada por Daniel Jay Rudolph.
Ingressou na faculdade de matemática da North Dakota State University, onde trabalhou de 1994 até 2001, quando foi para a DePaul University. Na DePaul foi professora titular em 2010, e co-dirigiu um programa de mestrado em Matemática do Ensino Médio. Retornou para a Wright State como catedrática em 2015.

## Livros
Em 2017, com Kathleen Madden e Aimee Johnson, publicou o livro Discovering Discrete Dynamical Systems pela Mathematical Association of America. É coautora de Calculus: Single and Multivariable (7ª Ed., Wiley, 2016), um texto cujos muitos outros coautores inclue Deborah Hughes Hallett, William G. McCallum e Andrew Gleason.